# Història del muntanyisme a Catalunya
Breu història del muntanyisme a Catalunya.

## Dels inicis a la Guerra Civil
A finals del segle xix el desig de conèixer, estudiar i estimar la pròpia terra, molt influït pel moviment cultural de la Renaixença catalana, portà a l'aparició a Catalunya de l'excursionisme o muntanyisme. L'enderrocament de les muralles de Barcelona (que obligaven a retornar a la ciutat a una hora fixa) el 1854 va afavorir l'interès per aquest esport, que anà lligat a inquietuds culturals, científiques i fins i tot polítiques. Per l'excursionisme s'interessaren geòlegs, historiadors, botànics, geògrafs, folkloristes, arqueòlegs, entre d'altres, que començaren a fer viatges i recerques pel país amb l'afany de conèixer. El 6 de novembre de 1876, Pau Gibert, Ricard Padrós, Josep Fiter, Marçal Ambrós, Eudald Canibell i Ramon Armet fundaren l'Associació Catalanista d'Excursions Científiques al turó de Montgat. Discrepàncies internes dins de l'organització portaren a la creació el 1878 de l'Associació d'Excursions Catalana. Finalment, el 1890 ambdues entitats es fusionaren, donant lloc al Centre Excursionista de Catalunya.
Les associacions excursionistes creixeren al tombant de segle amb l'aparició d'entitats com el Club Muntanyenc Barcelonès (1890), l'Agrupació Científico-Excursionista de Mataró (1898), la Secció excursionista de l'Ateneu Enciclopèdic Popular (1903), l'Associació Joventut Excursionista Avant (1904), el Centre Excursionista de l'Urgell i Segarra (1905), la Secció de Muntanya i Excursionisme La Walkiria de Mataró (1906), el Centre Excursionista de la Comarca de Bages (1905), el Centre Excursionista de Lleida (1906), la Societat d'Iniciativa Vernet al Rosselló (1907), el Centre Excursionista del Vallès (1908), la secció excursionista del Foment Martinenc (1908), la Secció Excursionista del Centre de Lectura de Reus (1910), Centre Excursionista de Terrassa (1910) i l'Agrupació Excursionista Catalunya (1912).
El 1908 el CEC creà la secció de muntanya i el 25 de juliol de 1909 inaugurà a Ulldeter el seu xalet-refugi. El 1910 se celebra el I Aplec Excursionista Català a Poblet i el 1911 el I Congrés Excursionista Català a Lleida.
El 1917 el CEC inaugurà el xalet-refugi de la Renclusa, al peu de l'Aneto amb capacitat per a 30 persones. Aquest refugi permeté realitzar nombroses excursions, prenent-lo com a base. Figura emblemàtica d'aquests anys al CEC fou Juli Soler i Santaló, que donà a conèixer els Pirineus Centrals, creà l'estació meteorològica de Viella i publicà una guia de la Vall d'Aran el 1906. Fou un dels iniciadors de l'excursionisme d'alta muntanya a Catalunya.
El 6 de desembre de 1925, el CEC inaugurà el xalet de la Molina i el 30 d'octubre de 1927 el refugi Prat d'Aguiló "Cèsar August Torras", a la serra del Cadí. L'exemple del CEC és seguit per altres entitats que també inauguraren refugis a altres llocs.
El 1920 es crea la Lliga de Societats Excursionistes de Catalunya, presidida per Cèsar August Torras, que agrupà 36 entitats diferents (20 de Barcelona), però tres anys més tard, amb el cop d'estat del general Primo de Rivera (1923) restà inactiva, essent substituïda per un Secretariat de Coordinació Excursionista de caràcter semiclandestí. Ja el 1930, acabada la Dictadura, sorgí la Federació d'Entitats Excursionistes.
Durant aquests anys són moltes les agrupacions aparegudes a Catalunya entre les quals destacaren les següents:
| - Centre Excursionista Pàtria (1915) - Grup Excursionista i Esportiu Gironí (1919) - Centre Excursionista de Sabadell (1919) - Centre Excursionista Els Blaus (1920) - Agrupació Excursionista Icària (1921) - Grup Excursionista de l'Orfeó Gracienc (1921) - Centre Excursionista Montserrat de Manresa (1922) - Club Excursionista de Gràcia (1922) - Colla Excursionista Avant Sempre (1922) | - Foment Excursionista de Barcelona (1923) - Agrupació Excursionista Pedraforca (1924) - Secció Excursionista de la Penya Irònica (1925) - Agrupació Excursionista Terra i Mar (1926) - Penya Excursionista Guimerà (1927) - Grup Excursionista de la Unió Professional (1928) - Agrupació Excursionista de Granollers (1928) - Grup Excursionista Isards (1929). - Agrupació Excursionista Muntanya (1930) | - Club Excursionista Pirenaic (1932) - Unió Excursionista de Vic (1911) - Grup Muntanyenc Lira Vendrellenca - Secció excursionista del Club Natació Reus Ploms - Centre Excursionista Àliga - Centre Excursionista Montnegre - Unió Excursionista de Sant Joan de les Abadesses |

El 1931 neix la Unió Excursionista de Barcelona, que fou resultat de la fusió de les entitats A.J.E. Avant, C.E. Pàtria, S.E. de la Penya Irònica (1925), G.E. de la Unió Professional (1928) i G.E. Isards (1929). L'any 1933 adoptà el nom d'Unió Excursionista de Catalunya, amb l'absorció de noves entitats d'arreu del país.
El 26 d'octubre del 1935 Boix, Costa i Balaguer, de l'Ateneu Enciclopèdic Popular, coronen el cim del Cavall Bernat de Montserrat, una de les grans gestes de l'excursionisme català d'aquests temps.

## De la Guerra Civil fins avui
La guerra civil de 1936-39 i la post guerra significaren una gran recessió en l'excursionisme català. Moltes associacions desaparegueren, algunes per les restriccions pròpies de la postguerra i per la prohibició militar d'accedir a determinats massissos muntanyencs, i d'altres suprimides per llur caire patriòtic. El muntanyisme català passà a dependre directament del Consejo Nacional del Deporte (1939) i la Federación Española de Montañismo (1942), amb seu a Madrid, restant a Catalunya una anomenada Delegació Regional. A poc a poc, el muntanyisme català s'anà recuperant, amb la creació de noves entitats com el Camping Caravaning Club de Catalunya, el Centre Excursionista Isard, l'Agrupació Excursionista Talaia, el Club Muntanyenc Sant Cugat (1944), el Centre Excursionista de Badalona, el Centre Excursionista de Rubí, el Grup de Muntanya Gelera, l'Agrupació Excursionista d'Amposta, el Club Excursionista de Ripoll i la secció excursionista del CN Igualada; i amb la creació de nous refugis. El 1963 fou autoritzada la creació d'una Federació Catalana de Muntanyisme. D'entre les principals activitats succeïdes durant aquest període cal destacar l'aplec del Matagalls, iniciat l'any 1950, i on destacà l'edició de l'any 1959, que aplegà 5 000 assistents.
A partir dels 60, l'alpinisme català gira cua cap a objectius fora d'Europa. A finals dels 50, Josep Manuel Anglada i Francesc Guillamon ja havien portat a terme diverses ascensions als Dolomites. Així, posaren els ulls en objectius sud-americans. Al final sortiren el 1961, dins una expedició espanyola, cap als Andes, aconseguint els escaladors catalans 8 pics verges i pujant, com a fita màxima, el Nevado Huascarán, fita aconseguida per Anglada i Jordi Pons. El 1974, Anglada, Pons i Emili Civís pujaren l'Annapurna Est, de 8.026 metres. Són els primers alpinistes estatals que pugen un vuit mil. Una altra fita històrica fou l'expedició Wakhan'75, on el Centre Excursionista de la Comarca de Bages pujà el Noshaq (7.492 m). Entre d'altres hi pujà Montserrat Jou, aconseguint el rècord estatal femení d'altitud. El mateix club assolí el 1976 el Makalu, de 8.463 metres, coronat per Jordi Camprubí. El tercer vuit mil català l'aconsegueix el 1978 Narcís Serrat. És el Kangchemjunga de 8.410 metres. Jordi Pons puja el 1979 el Dhaulagiri (8.172 metres). El 1980, Enric Font Lloret i Pere Aymerich Meliz coronen el Gasherbrum II (8.035 metres), i Manuel Hernández i Enric Pujol el Broad Peak (8.047 metres). En el descens mor Pujol. Un any abans havia mort Josep Maria Montfort (ànima del CE de la Comarca del Bages).
El 1977, la Federació d'Entitats Excursionistes de Catalunya, que l'any anterior havia celebrat el seu centenari, decideix redactar uns nous estatuts molt més democràtics. Durant aquests anys la xarxa de refugis és fortament ampliada. Pel que fa als clubs, des dels 60 són molts els que veuen la llum: Secció d'Amics de la Muntanya de Tremp, CE Sant Martí, AE del Col·legi Casp, AE Bufalà, CE Tarragona, CE Empordanès (Figueres), GE Malgratenc, CE del Penedès (Vilafranca), GE Baix Montseny (Sant Celoni), Unió Muntanyenca Eramprunyà, CE de Blanes', AE Balaguer, Club Alpí de la Universitat Autònoma i CE Torelló. L'any 1970, com a resultat de la fusió del C.E. del Vallès, el C.E. de Sabadell i l'A.E. Terra i Mar, neix la Unió Excursionista de Sabadell.
A partir dels anys 80, l'alpinisme català posà els seus ulls en l'Everest, el cim del món. El 1982, el Centre Excursionista de Catalunya intentà una primera expedició per l'aresta oest que no reeixí. El 1983 es formà una segona expedició encapçalada per Conrad Blanch i Fors pel vessant del Tibet, però no pogué pujar més enllà dels 8.350 metres. Finalment, de nou sota la direcció de Conrad Blanch, s'inicià una tercera expedició catalana pel vessant del Tibet i el 23 d'agost de 1985 Òscar Cadiach, Antoni Sors, Carles Vallès i tres portadors nepalesos claven per primer cop la senyera al cim més alt del món. El 14 d'octubre del 1988 una nova expedició arribà al cim. Foren Lluís Giner, Nil Bohigas, Jerónimo López, juntament amb els sherpes Ang i Nima Rita. Des d'aleshores han estat molts els alpinistes catalans que han assolit el cim. El 23 de maig de 1996, Araceli Segarra es convertí en la primera catalana a pujar a l'Everest, dins d'una expedició internacional.
El 1992, Nil Bohigas va fer una travessa en solitari al pol Nord geogràfic, però es va haver de retirar a 70 km del seu objectiu a causa d'un canal d'aigua que no va poder creuar, després de fer una travessa de 770 km en 78 dies.
Els anys 2000 se situà en el primer pla muntanyenc català la Selecció catalana de curses de muntanya, que es proclamà campiona del món de l'especialitat els anys 2005, 2006 i 2007. A nivell individual Agustí Roc Amador en fou campió els anys 2004 i 2005, i Kílian Jornet Burgada l'any 2007.

## L'escoltisme
Un dels vessants destacats del món del muntanyisme és el de l'escoltisme. Aquest moviment s'introduí a Catalunya a principis del segle xx, per iniciativa, principalment de Mossèn Antoni Batlle i Mestre i Josep Maria Batista i Roca. Ja el 1912 es crea a Barcelona el Comitè dels Exploradors Barcelonesos. El 1927, Batista i Roca funda els Minyons de Muntanya, entitat a la que també s'integrà Mossèn Batlle i que el 1930 esdevé Germanor Minyons de Muntanya. Mossèn Batlle creà el 1930 l'Agrupament Mare de Déu de Montserrat. L'octubre de 1936, les associacions Boys Scouts de Catalunya i la Germanor de Minyons de Muntanya són unificats en els Minyons de Muntanya-Boy Scouts de Catalunya.
L'any 1956 es creà la Delegació Diocesana d'Escoltisme, institució de l'escoltisme catòlic de la diòcesi de Barcelona. La integren agrupacions ja existents, bàsicament l'Agrupació de la Mare de Déu de Montserrat. El 1958 l'escoltisme català s'escindeix en tres branques: Boy Scouts de Catalunya, Minyons de Muntanya-Boy Scouts de Catalunya i Delegació Diocesana d'Escoltisme. El 1959 s'acorda d'aglutinar els tres moviments en l'Associació Catalana d'Escoltisme.

## Alpinistes destacats
- Lluís Estasen
- Josep Manuel Anglada
- Francesc Guillamon
- Jordi Pons
- Emili Civís
- Montserrat Jou
- Jordi Camprubí
- Narcís Serrat
- Enric Font
- Pere Aymerich
- Manuel Hernández
- Enric Pujol
- Òscar Cadiach
- Toni Sors
- Carles Vallès
- Lluís Giner
- Nil Bohigas
- Araceli Segarra
- Josep Antoni Pujante
- Sergi Mingote
- Juanjo Garra

## Publicacions
Pel que fa a les publicacions sobre el muntanyisme i excursionisme a Catalunya cal destacar: 
- Excursionisme (1928), en el qual col·laboraren, entre d'altres, Francesc Maspons i Anglasell, Carles Pi i Sunyer, Lluís Nicolau d'Olwer, Ferran Soldevila o Ventura Gassol.
- Muntanya (1946), butlletí del Centre Excursionista de Catalunya.
- Senderos (1959), de la Unió Excursionista de Catalunya.
- Cordada (1955).
- Enciclopèdia de l'Excursionisme (1964), de Josep Iglésies.
- Vèrtex (1966), editada per la Federació d'Entitats Excursionistes de Catalunya.